# Mecynodes striatulus
Mecynodes striatulus är en skalbaggsart som beskrevs av Joseph Waltl 1835. Mecynodes striatulus ingår i släktet Mecynodes och familjen Aphodiidae. Inga underarter finns listade i Catalogue of Life.